# HD219871
HD219871 — хімічно пекулярна зоря спектрального класу A2, що має видиму зоряну величину в смузі V приблизно  8,4.
Вона  розташована на відстані близько 556,6 світлових років від Сонця.